# 社拔
社拔（?—414年），南北朝时漠北柔然汗国的王子，郁久闾氏。
社拔是柔然汗国第一代可汗社仑的儿子。社仑叛离北魏拓跋珪，自称丘豆伐可汗。410年五月廿一日，社仑死后。因为度拔、社拔兄弟年纪还小，大臣们便拥立社仑的弟弟斛律为蔼豆盖可汗。社仑把高车部落迁走，高车人叱洛侯做他的向导，使柔然兼并了几个部落，社仑任命叱洛侯为高车部落的大人。414年，社仑的侄子步鹿真可汗和社拔一起到叱洛侯家，奸淫叱洛侯年轻的妻子，这位妻子告诉步鹿真说：“叱洛侯打算拥立大檀为可汗。”大檀是社仑的叔父仆浑的儿子。步鹿真发动军队包围了叱洛侯部落，叱洛侯自杀。大檀打败步鹿真，大檀杀掉步鹿真、社拔，大檀自立为可汗，为牟汗纥升盖可汗。